# Panaxia donna
Panaxia donna là một loài bướm đêm thuộc phân họ Arctiinae, họ Erebidae.